# Ogcodes borneoensis
Ogcodes borneoensis este o specie de muște din genul Ogcodes, familia Acroceridae, descrisă de Evert I. Schlinger în anul 1971. Conform Catalogue of Life specia Ogcodes borneoensis nu are subspecii cunoscute.